# Cryptops modigliani
Cryptops modigliani är en mångfotingart som beskrevs av Filippo Silvestri 1895. Cryptops modigliani ingår i släktet Cryptops och familjen Cryptopidae. Inga underarter finns listade i Catalogue of Life.